# Rigonce
Rigonce este o localitate din comuna Brežice, Slovenia, cu o populație de 175 de locuitori.